# Zsenmin Zsipao
A Zsenmin Zsipao (pinjin átírással Renmin Ribao) a Kínai Kommunista Párt napilapja, amely naponta mintegy két és fél milliós példányszámban jelenik meg nyomtatásban. A lap címének körülbelüli jelentése Néplap, ezért sok nyugati nyelven – részben bizonyára a pontos kiejtés nehézségei miatt is – nem a pinjin (vagy egyéb) átírású címén, hanem tükörfordított címmel ismerik a lapot.
Első alkalommal 1948. június 15-én jelent meg, Hopej tartomány egy részében, regionális kiadványként, a Kommunista Párt helyi párttagjainak tájékoztatására. Az újság kiadóhivatala 1949 márciusában költözött Pekingbe, ahol a lap hamarosan a kommunista párt hivatalos szócsöve lett. A párt szerveként kizárólag azokat az információkat közvetíti az olvasóközönségnek, amelyeket a párt a nyilvánosság számára szánt, a bemutatás nézőpontja is egyértelműen az ő irányelveiket követi.
A kulturális forradalom idején az újság volt az egyetlen fóruma annak, hogy az ország lakossága és a külföld informálódhasson a párt tevékenységéről.